# Ross Macdonald
Ross Macdonald, pseudônimo de Kenneth Millar (Los Gatos, 13 de Dezembro de 1915 - Santa Barbara, 1983) foi um escritor de crimes de ficção estadunidense.
Ross Macdonald cresceu no Canadá, lá casou-se com Margaret Sturm (a futura escritora Margaret Millar) e voltou aos Estados Unidos em 1938. Como grande parte dos escritores norte-americanos da época, iniciou a carreira literária publicando contos em revistas.
Enquanto estudava na Universidade de Michigan concluiu seu primeiro romance, The Dark Tunnel, publicado em 1944, sob o pseudônimo de John Macdonald, para evitar associação como o nome de sua mulher, que estava se tornando conhecida como escritora.

## Obras
- Morte em Blue City - no original Blue city (1947);
- O alvo móvel - no original The moving target (1949);
- O círculo da morte - no original The drowning pool (1950);
- Alguns morrem assim - no original The way some people die (1951);
- O esgar da morte - no original The Ivory Grin (1952);
- Encontro na morgue - no original Meet me at the morgue (1953);
- À procura de uma vítima - no original Find a victim(1954);
- A costa maldita - no original The barbarous coast(1956);
- The doomsters (1958);
- O caso Galton - no original The Galton case (1959);
- O caso Ferguson - no original The Ferguson Affair (1960);
- The wycherly woman (1961);
- Um carro funerário às riscas - no original The zebra-striped hearse (1962);
- O arrepio - no original The chill (1964);
- O outro lado do dinheiro - no original The far side of the dollar (1965);
- Dinheiro negro - no original Black money (1966);
- O inimigo inesperado - no original The instant enemy (1968);
- Um olhar de despedida - no original The goodbye look (1969);
- O homem subterrâneo - no original The underground man (1971);
- A bela adormecida - no original Sleeping beauty (1973);
- "Um Retrato Fatal" - no original The Blue hammer (1976);
- Vitória amarga;
- Um triste adeus;
- O homem clandestino;
- O senhor que se segue;